# Zăpodeni
Zăpodeni è un comune della Romania di 4 120 abitanti, ubicato nel distretto di Vaslui, nella regione storica della Moldavia. 
Il comune è formato dall'unione di 9 villaggi: Butucăria, Ciofeni, Delea, Dobroslovești, Măcrești, Portari, Telejna, Uncești, Zăpodeni.